# 內階增三
天貓座24，又名BD+59 1103，HD 61497、SAO 26474、HR 2946，是天貓座的一颗恒星，视星等为4.99，位于銀經158.51，銀緯29.53，其B1900.0坐标为赤經7h 34m 32.8s，赤緯+58° 29.53′ 40″。